# 경쟁법
경쟁법(競爭法) 또는 독점금지법(獨佔禁止法, 특히 미국)은 자본주의 시장경제에 있어서, 건전하고 공정한 경쟁상태를 유지하기 위하여 회사의 독점적, 협조적, 또는 경쟁방법으로서 불공정한 행동 즉, 반경쟁행위를 규율함으로써 시장의 경쟁성을 촉진 및 유지하기 위한 법령의 총칭 내지 법분야이다. 시장경제에 있어서 필요한 규칙을 정한 법이 경제법이다. 경제의 헌법이라는 의미에서 경제헌법이라고도 칭한다. 기업의 기본적 인권, 경제의 형법이라는 의미도 지닌다. 현재, 경제법의 중심적 위치를 차지하고 있다고 여겨진다. 경쟁법의 역사는 멀리 로마제국 시대로 거슬러 올라간다. 20세기 이래로 경쟁법은 국제화되어 가고 있다. 가장 크고 영향력이 있는 2대 경쟁법 체계는 미국의 반독점법과 유럽 연합 경쟁법이다. 전세계의 국가적, 지역적 기관들이 국제적으로 서로 협조 및 법 실행의 네트워크를 구축하고 있다.
역사적으로, 근대의 경쟁법은 국내적 차원에서 주로 영토 범위 내에 있는 시장에서의 경쟁을 촉진하고 유지하는 수준의, 즉, "국가적 수준"에서 개입했었다. 국가의 경쟁법은 국경을 넘어 벌어지는 행위에 대해서는 그것이 국가적 차원에서 뚜렷한 영향이 없는 한 제재하지 않는다. 각국은 소위 "효과 이론"에 기반을 두고, 역외 관할권을 인정할 권한을 가지고 있다. 국제적 차원에서의 경쟁 보호는 국제 경쟁 조약을 통해서 규율되고 있다. GATT의 협상이 진행 중이던 1945년 당시, 제한적이나마 국제적 형태의 경쟁 관련 의무들이 국제무역기구의 헌정 내에 규정될 것이 제안된 바 있다. 이러한 조항들은 GATT에는 포함되지 않았으나 1944년 GATT의 다자간 협상인 우루과이 라운드의 결과, 세계무역기구가 창립되었다. 세계무역기구의 창설 조약에는 특정 부문에 있어서 다양한 월경(越境) 경쟁 문제에 대하여 제한적인 범위에서 규정하고 있다.

## 경쟁법 제정의 역사적 경위, 산업재산권법과의 관계
특허법이나 저작권법 등, 경쟁법의 취지와 일견 같은 맥락으로도 보이는 지적재산권법도 존재하나, 이것들의 취지는 어디까지나, 발명 및 기타 창작활동에의 인센티브를 주는 것이 사회 전체의 산업활성화를 도모하는 것이기 때문에, 한정된 기간 동안 창작자의 일정한 정보에 대한 독점권을 부여하는 것이고, 역사적으로는 영국의 산업혁명에 의하여, 중소사업자에 의한 독창적인 발명을 대자본가에 의한 모방으로부터 보호하려는 사회적 필요성이 생겨났던 근대 선진국가에서 순차적으로 제정되었다.

## 원칙
경쟁법을 지배하는 3가지 주요 원칙이 있다. 1) 기업간의 자유 거래와 경쟁을 제한하는 계약이나 관행은 금지된다. 특히, 카르텔에 의하여 자유 거래를 제한하는 것을 포함한다. 2) 시장지배적 사업자의 권한남용행위 또는 그러한 지배적 지위를 유지하고자 하는 반경쟁적 관행은 금지된다. 이러한 관행으로는, 약탈 가격, 끼워팔기, 바가지, 거래 거절 등등이 있다. 3) 조인트 벤처를 포함하여 대기업의 인수 합병을 감시한다. 경쟁적 과정을 위협하는 것으로 간주되는 주식 거래는 금지되거나, 합병되는 영업 중 일부를 처분할 의무를 부과하거나 경쟁을 유지할 수 있도록 다른 회사에게 허여하는 것을 조건으로 하여 승인을 받아야 한다.
경쟁법의 요소와 실행은 관할에 따라 다양하지만, 소비자의 권익 보호와 사업자의 시장 경제에서의 경쟁 기회 부여는 공통적으로 중요한 요소로 취급되고 있다.

## 같이 보기
- 소비자보호
- 유럽 연합 경쟁법
- 경쟁규제기관
- 재판매 가격 유지
- 셔먼 반독점법
- 미국의 반독점법
- 초거대기업

## 참고 문헌
- 권오승, 독점규제법 30년, 법문사. ISBN 9788918080093